# Шорт-трек на зимових Олімпійських іграх 2022 — естафета (чоловіки)
Змагання з шорт-треку в естафеті 5000 метрів серед чоловіків на зимових Олімпійських іграх 2022 відбулися 11 лютого (півфінали) і 15 лютого (фінали) в Столичному палаці спорту в Пекіні (КНР).
Чинними олімпійськими чемпіонами були представники збірної Угорщини, а Китай і Канада на Іграх-2018 здобули, відповідно, срібну та бронзову нагороди. Нідерланди виграли Чемпіонат світу 2021 року, а Угорщина та Італія посіли, відповідно, 2-ге і 3-тє місця. Утім, багато провідних спортсменів не взяли участі в тому чемпіонаті. Канада очолювала залік Кубка світу 2021–2022 після чотирьох змагань, що завершились перед Олімпійськими іграми, а далі розмістилися Південна Корея та Угорщина.

## Кваліфікація
На Олімпіаду кваліфікувалися збірні, що посіли перші 8 місць на Кубку світу 2021–2022, зокрема країна-господарка Китай.

## Рекорди
Перед цими змаганнями світовий і олімпійський рекорди були такими:
| Світовий рекорд     | Бур'ян Чаба Коул Крюгер Лю Шаоан Лю Шандор Шаолінь                  | 6:28.625 | Калгарі, Канада         | 4 листопада 2018 |
| Олімпійський рекорд | Угорщина · Лю Шаоан · Лю Шандор Шаолінь · Кнох Віктор · Бур'ян Чаба | 6:31.971 | Каннин (Південна Корея) | 22 лютого 2018   |

## Результати

### Півфінали
| Місце | Заїзд | Країна                     | Спортсмени                                                       | Час      | Нотатки |
| ----- | ----- | -------------------------- | ---------------------------------------------------------------- | -------- | ------- |
| 1     | 1     | Канада                     | Шарль Амлен Максім Лаун Стівен Дюбуа Паскаль Діон                | 6:38.752 | QA      |
| 2     | 1     | Італія                     | П'єтро Сігель Юрі Конфортола Томмазо Дотті Андреа Кассінеллі     | 6:38.899 | QA      |
| 3     | 1     | Японія                     | Кадзукі Йосінага Сьоґо Міята Кота Кікуті Кацунорі Койке          | 6:40.446 | QB      |
| 4     | 1     | Китай                      | У Дацзін Жень Цзивей Сунь Лун Li Wenlong                         | 6:51.040 | ADVA    |
| 1     | 2     | Південна Корея             | Лі Джун Со Кім Дон Ук Хван Те Хон Квак Юн Гі                     | 6:37.879 | QA      |
| 2     | 2     | Олімпійський комітет Росії | Семен Єлістратов Костянтин Івлієв Павло Ситніков Денис Айрапетян | 6:37.925 | QA      |
| 3     | 2     | Нідерланди                 | Іцхак де Лаат Шинкі Кнегт Свен Рус Єнс вант Ваут                 | 6:37.927 | QB      |
| 4     | 2     | Угорщина                   | Лю Шаоан Лю Шандор Шаолінь Джон-Генрі Крюгер Bence Nógrádi       | 6:45.172 | QB      |

### Фінали

#### Фінал B
| Місце | Країна     | Спортсмени                                                 | Час      | Нотатки |
| ----- | ---------- | ---------------------------------------------------------- | -------- | ------- |
| 6     | Угорщина   | Лю Шаоан Лю Шандор Шаолінь Джон-Генрі Крюгер Bence Nógrádi | 6:39.713 |         |
| 7     | Нідерланди | Іцхак де Лаат Шинкі Кнегт Свен Рус Єнс вант Ваут           | 6:39.780 |         |
| 8     | Японія     | Кадзукі Йосінага Сьоґо Міята Кота Кікуті Кацунорі Койке    | 6:40.545 |         |

#### Фінал A
| Місце | Країна                     | Спортсмени                                                                   | Час      | Нотатки |
| ----- | -------------------------- | ---------------------------------------------------------------------------- | -------- | ------- |
| 1     | Канада                     | Шарль Амлен Стівен Дюбуа Джордан П'єр-Жиль Паскаль Діон                      | 6:41.257 |         |
| 2     | Південна Корея             | Лі Джун Со Хван Те Хон Квак Юн Гі Парк Джан Хюк                              | 6:41.679 |         |
| 3     | Італія                     | П'єтро Сігель Юрі Конфортола Томмазо Дотті Андреа Кассінеллі                 | 6:43.431 |         |
| 4     | Олімпійський комітет Росії | Семен Єлістратов Івлієв Костянтин Олексійович Павло Ситніков Денис Айрапетян | 6:43.440 |         |
| 5     | Китай                      | У Дацзін Жень Цзивей Сунь Лун Li Wenlong                                     | 6:51.654 |         |